# Паучє
45°22′ пн. ш. 18°08′ сх. д. / 45.36° пн. ш. 18.14° сх. д.
Паучє (хорв. Paučje) — населений пункт у Хорватії, в Осієцько-Баранській жупанії у складі громади Леванська Варош.

## Населення
Населення за даними перепису 2011 року становило 55 осіб.
Динаміка чисельності населення поселення:

## Клімат
Середня річна температура становить 10,81 °C, середня максимальна – 25,12 °C, а середня мінімальна – -5,84 °C. Середня річна кількість опадів – 742 мм.
| Клімат поселення                              | Клімат поселення | Клімат поселення | Клімат поселення | Клімат поселення | Клімат поселення | Клімат поселення | Клімат поселення | Клімат поселення | Клімат поселення | Клімат поселення | Клімат поселення | Клімат поселення | Клімат поселення |
| Показник                                      | Січ.             | Лют.             | Бер.             | Квіт.            | Трав.            | Черв.            | Лип.             | Серп.            | Вер.             | Жовт.            | Лист.            | Груд.            |                  |
| Середній максимум, °C                         | 6,55             | 8,19             | 12,61            | 17,10            | 22,08            | 25,12            | 24,78            | 24,31            | 20,26            | 14,94            | 9,15             | 5,20             |                  |
| Середня температура, °C                       | 0,36             | 1,99             | 6,40             | 10,91            | 15,88            | 18,92            | 20,88            | 20,41            | 16,35            | 11,05            | 5,26             | 1,30             |                  |
| Середній мінімум, °C                          | −5,84            | −4,2             | 0,20             | 4,70             | 9,67             | 12,72            | 16,98            | 16,53            | 12,45            | 7,16             | 1,36             | −2,57            |                  |
| Норма опадів, мм                              | 47               | 46               | 44               | 56               | 69               | 96               | 67               | 63               | 54               | 66               | 74               | 60               |                  |
| Середньомісячна швидкість вітру, м/с          | 2.13             | 2.39             | 2.66             | 2.58             | 2.30             | 2.10             | 2.08             | 1.90             | 1.90             | 1.99             | 2.10             | 2.19             |                  |
| Середньомісячна сонячна радіація, кДж/м²·день | 4274             | 6986             | 10890            | 15280            | 19162            | 21197            | 22203            | 20311            | 14923            | 9291             | 4904             | 3617             |                  |
| --------------------------------------------- | ---------------- | ---------------- | ---------------- | ---------------- | ---------------- | ---------------- | ---------------- | ---------------- | ---------------- | ---------------- | ---------------- | ---------------- | ---------------- |
| Джерело:                                      |                  |                  |                  |                  |                  |                  |                  |                  |                  |                  |                  |                  |                  |